# Список найбільших софтверних компаній
Топ-9 компаній станом на 2017 рік зі списку «Forbes Global 2000» з галузі «Програмне забезпечення та Програмування»:

## Список
| Місце | Назва компанії | Назва компанії   | Виручка | Фінансовий рік | Капіталізація | Штаб-квартира             | Примітки |
| ----- | -------------- | ---------------- | ------- | -------------- | ------------- | ------------------------- | -------- |
| 1     | США            | Microsoft        | $86.6   | 2017           | $601          | Редмонд, Вашингтон        |          |
| 2     | США            | Oracle           | $37.2   | 2017           | $205          | Редвуд-Сіті, Каліфорнія   |          |
| 3     | Німеччина      | SAP              | $23.2   | 2017           | $117          | Вальдорф                  |          |
| 4     | США            | Salesforce.com   | $8.4    | 2017           | $69           | Сан-Франциско, Каліфорнія |          |
| 5     | США            | VMware           | $6.7    | 2017           | $69           | Пало-Альто, Каліфорнія    |          |
| 6     | США            | Fiserv           | $5.3    | 2017           | $26           | Брукфілд, Вісконсин       |          |
| 7     | США            | Adobe Systems    | $5      | 2017           | $84           | Сан-Хосе, Каліфорнія      |          |
| 8     | США            | Symantec         | $5.4    | 2017           | $19           | Маунтін-В'ю, Каліфорнія   |          |
| 9     | Іспанія        | Amadeus IT Group | $4.3    | 2017           | $25           | Мадрид                    |          |

### Роз'яснення
| Виручка        | Річний прибуток компанії у попередньому фінансовому році (мільярдів доларів) |
| Фінансовий рік | Поточний фінансовий рік компанії                                             |
| Капіталізація  | Ринкова капіталізація станом на травень 2013 року (мільярдів доларів)        |
| Штаб-квартира  | Розташування штаб-квартири компанії                                          |
| Прим.          | Примітки                                                                     |